# Brian Shimer
Pour les articles homonymes, voir Shimer.
Brian Shimer, né le 20 avril 1962 à Naples (Floride), est un bobeur américain notamment médaillé de bronze olympique en 2002.

## Biographie
Après avoir pratiqué le football américain et obtenu un diplôme en technologie industrielle à la Morehead State University, Brian Shimer commence le bobsleigh comme pousseur avant de devenir pilote. Il est médaillé de bronze aux championnats du monde de 1993 en bob à quatre et de 1997 en bob à deux et à quatre. Aux Jeux olympiques de 2002 organisés à Salt Lake City aux États-Unis, lors de sa cinquième participation olympique, il est médaillé de bronze en bob à quatre avec Doug Sharp, Mike Kohn et Dan Steele. Shimer est le porte-drapeau américain à la cérémonie de clôture de ces Jeux. Il devient ensuite entraîneur.

## Palmarès

### Jeux Olympiques
- : médaillé de bronze en bob à 4 aux JO 2002.

### Championnats monde
- : médaillé de bronze en bob à 4 aux championnats monde de 1993 et 1997.
- : médaillé de bronze en bob à 2 aux championnats monde de 1997.

### Coupe du monde
- 2 globe de cristal : 
  - Vainqueur du classement bob à 4 en 1993.
  - Vainqueur du classement combiné en 1993.